# 635
635 (DCXXXV) var ett normalår som började en söndag i den julianska kalendern.

## Händelser

### Okänt datum
- Klostret på Lindisfarne grundas.

## Födda
- Benedictus II, påve 684–685.
- Johannes V, påve 685–686.
- Pippin av Herstal, karolingisk major domus.
- Klodvig II, frankisk kung av Neustrien och Burgund 639–657 (född detta år, 634 eller 637)

## Avlidna
- Gaozu av Tang, kinesisk kejsare.